# Kościelniki (Nowa Ruda)
Kościelniki (niem. Kirchenhäuser) – część miasta Nowa Ruda w Polsce położona w województwie dolnośląskim, w powiecie kłodzkim.

## Położenie
Kościelniki położone są w Sudetach Środkowych, w paśmie Wzgórzach Włodzickich, na północnym stoku Góry Wszystkich Świętych i Kościelca, na wysokości 580–620 m n.p.m.

## Historia
Kościelniki powstały w drugiej połowie XVIII wieku, 1787 roku było tu tylko jedno gospodarstwo. W pierwszej połowie XIX wieku były tu dwa domy i stan ten utrzymywał się do okresu dwudziestolecia międzywojennego, kiedy powstał tu kamieniołom piaskowca. W tym czasie liczba domów i ludności nieco wzrosła. Obecnie zabudowania te nie istnieją, a nazwą miejscowości objęto domy leżące poniżej. 

## Podział administracyjny
W latach 1975–1998 miejscowość administracyjnie należała do województwa wałbrzyskiego.

## Szlaki turystyczne
Przez Kościelniki prowadzi  szlak turystyczny z Nowej Rudy, przez Górę Wszystkich Świętych, na Górę Świętej Anny.